# استودان‌های پیر گل سرخ
استودانهای پیر گل سرخ مربوط به اواخر دوره ساسانیان - سده‌های اولیه دوران‌های تاریخی پس از اسلام است و در شهرستان بهبهان، بخش مرکزی، دهستان حومه، ۵ کیلومتری شرق روستای اسلام‌آباد واقع شده و این اثر در تاریخ ۱ مرداد ۱۳۸۶ با شمارهٔ ثبت ۱۹۲۸۴ به‌عنوان یکی از آثار ملی ایران به ثبت رسیده است.